# Test Drive 6
Test Drive 6 es un videojuego de carreras desarrollado por Pitbull Syndicate para PlayStation, Game Boy Color, Microsoft Windows y Dreamcast. En los Estados Unidos el juego fue publicado por Infogrames North America, en Europa el juego fue publicado por Cryo Interactive.

## Jugabilidad
Test Drive 6 es un juego de carreras arcade similar a los títulos anteriores de la serie. El juego cuenta con un modo de carrera individual, un modo de "menú de carrera" (carrera) y un modo multijugador de pantalla dividida.
La carrera individual permite a los jugadores elegir un coche y una pista y jugar sin ninguno de los requisitos o repercusiones del modo carrera. Asimismo, este modo tiene una pequeña selección de coches de todas las clases disponibles, incluso si el jugador no los ha desbloqueado o comprado en el menú de carrera.
El modo carrera del menú de carrera permite al jugador comprar un vehículo en el concesionario de nivel 1 y le proporciona torneos en los que competir, limitados por nivel. El jugador apuesta la moneda del juego en cada carrera del torneo y puede recibir un bono adicional por la posición final general. Los torneos aumentan en duración, dificultad y montos de pago por nivel. El modo también cuenta con los modos Stop The Racers y Stop The Bomber, en los que el jugador conduce un coche de policía en persecuciones.